# Pacific Coast Highway
Pacific Coast Highway – naziemna stacja niebieskiej linii metra w Los Angeles znajdująca się na platformie na Long Beach Boulevard w pobliżu skrzyżowania z Pacific Coast Highway w Long Beach.

## Godziny kursowania
Tramwaje kursują codziennie od godziny 5:00 do 0:45.

## Połączenia autobusowe
- Metro Local: 60 (kursuje późną nocą i wczesnym rankiem),
- Long Beach Transit: 1, 51, 52, 171, 172, 173, 174, 176 Zap.